# Жданкін Василь Олександрович
Васи́ль Олекса́ндрович Жда́нкін (23 травня 1958, станиця Гурмай, Краснодарського краю, РРФСР, СРСР — 2 вересня 2019, місто Кременець, Україна) — український бард, кобзар, бандурист. Володар «Гран-прі» першого фестивалю «Червона Рута» (1989) в місті Чернівцях. Лауреат фестивалю «Оберіг» (1990, Луцьк).

## Життєпис
Народився 23 травня 1958 в станиці Гурмай Краснодарського краю на Кубані.
Від 1960 проживав у селі Білокриниця Кременецького району Тернопільської області.
Закінчив середню школу в місті Кривий Ріг (1975). Навчався в Українській сільськогосподарській академії (Київ), Львівській консерваторії. Закінчив диригентський факультет Рівненського інституту культури (1987), де створив квартет «Птах».
Співав у Волинському народному хорі, Почаївській лаврі, Тернопільській обласній філармонії, Рівненській обласній філармонії, 1988—1990 — у театрі-студії «Не журись!» (м. Львів). Від 1990 почав концертувати як кобзар.
Був одружений, мав сина Івана та двох доньок — Христину та Анастасію.
Працював і мешкав у м. Кременці Тернопільської області, співав у церковному хорі Кременецького жіночого монастиря УПЦ МП,.
2 вересня 2019 року близько 20 години вечора виїхав на скутері з дому й потрапив у ДТП. Легкова машина збила його за кількасот метрів від домівки. Співак помер у кареті швидкої допомоги.

## Музична діяльність
Співав баритоном. Акомпанував собі на кобзі. У репертуарі були пісні на вірші українського лемківського поета Богдана-Ігора Антонича, а також українських класиків і сучасних поетів: Григорія Сковороди, Тараса Шевченка, Богдана Лепкого, Едуарда Драча, Івана Малковича.
Улітку 1987 року запис пісні «Чорна рілля» у виконанні В. Жданкіна вперше прозвучав у передачі «Дивертисмент» на Першому каналі Українського радіо. Невдовзі там таки вийшов в ефір цілий сюжет про В. Жданкіна з великим інтерв'ю та кількома піснями.
Василь Жданкін був першим, хто після багатьох років заборони публічно виконав «Ще не вмерла Україна» (разом з Віктором Морозовим та Едуардом Драчем). Це сталося 24 вересня 1989 року на заключному концерті фестивалю «Червона Рута».
У репертуарі твори:
- «Чорна рілля ізорана»[4],
- «Послання Божої Матері»,
- «Гей, літа орел, літа сизий»,
- «Гей, там на горі січ іде»,
- «Із полону з-під Ізмаїлу»
- Народився Бог на санях"[5] та цикл колядок на слова Богдана-Ігора Антонича та ін.

Знявся у кінострічках «І снігом стелиться життя» та «Українці, ми врятовані».
Гастролював у більше ніж у 20 країнах — Аргентині, Канаді, США, РФ та ін.
Автор низки музичних творів на власні вірші та вірші українських поетів. Серед опублікованих творів — «Билина про Кременець» (1992).